# Kiruhura
Kiruhura è una città di circa 6 900 abitanti dell'Uganda, situata nella Regione occidentale; è il capoluogo dell'omonimo distretto.